# Marcos Tébar
Marcos Tébar Ramiro (Madrid, 7 februari 1986) is een Spaans voetballer die sinds 2014 uitkomt voor Brentford FC. Tébar is een middenvelder.

## Clubcarrière
Tébar sloot zich op twaalfjarige leeftijd aan bij Real Madrid, waar hij op zestienjarige leeftijd doorstroomde naar Real Madrid C. Vanaf datzelfde jaar begon hij ook voor Real Madrid B te spelen.
Tébar werd in november 2005 door Vanderlei Luxemburgo bij de selectie gehaald voor een competitiewedstrijd van Real Madrid tegen Real Zaragoza, maar bleef gedurende de wedstrijd op de reservebank zitten. Op 15 januari 2006 besloot Madrid hem een half seizoen uit te lenen aan stadsgenoot Rayo Vallecano. Tébar speelde uiteindelijk zeventien wedstrijden voor de toenmalige derdeklasser, waarin hij één doelpunt maakte.
Na zijn terugkeer speelde Tébar nog vier seizoenen bij de beloften van Real Madrid. Op 31 mei 2009 mocht hij van trainer Juande Ramos zijn debuut maken in het eerste elftal van Real Madrid: hij viel tegen CA Osasuna in de 58ste minuut in voor Gary Kagelmacher. Het werd zijn enige optreden ooit in de hoofdmacht van de club.
In januari 2010 besloot Real Madrid om hem opnieuw te verhuren, ditmaal aan Girona FC. Tébar keerde op het einde van het seizoen terug, maar in augustus nam Girona hem definitief over. Girona moest honderd euro te betalen.
Na drie jaar verliet Tébar Girona voor UD Almería, dat net naar de Primera División was gepromoveerd. Zijn verblijf bij Almería was echter van korte duur, want amper een jaar later verhuisde hij naar Brentford FC. 

## Interlandcarrière
Tébar kwam uit in de Spaanse jeugdelftallen onder 16 en 17, waar hij samenspeelde met onder anderen Cesc Fàbregas en David Silva. Met Spanje –17 werd hij tweede op het wereldkampioenschap voetbal onder 17 in 2003 en het Europees kampioenschap in 2003.